# محمد الحارثي
محمد الحارثي لاعب كرة قدم سعودي يلعب في نادي الجندل كلاعب الجناح.

## مسيرة اللاعب
مثل النادي الأهلي في الفئات السنية ومثل الفريق الأول في عام 2014 و عاد إلى الفئات السنية بعدها ووقع عقد احترافي مع النادي الأهلي في عام 2016 و أعاره الأهلي إلى نادي الباطن في عام 2017 و انتقل إلى نادي المجزل في عام 2018 و لعب بعدها مع نادي الجبلين ونادي القيصومة ونادي النجمة ونادي الجندل.

## وصلات خارجية
محمد الحارثي على موقع قاعدة بيانات كرة القدم.إي يو (الإنجليزية)